# ジョーン・ハーティガン
ジョーン・ハーティガン（Joan Hartigan, 1912年6月6日 - 2000年8月31日）は、オーストラリア・シドニー市出身の女子テニス選手。フルネームは Joan Marcia Hartigan Bathurst （ジョーン・マルシア・ハーティガン・バットハースト）という。1930年代にオーストラリアを代表する女子選手として活躍し、全豪選手権で女子シングルス3勝、混合ダブルス1勝を挙げた。彼女はウィンブルドン選手権でも、1934年と1935年の2年連続で女子シングルスのベスト4進出があり、オーストラリアの女子テニス選手として初めて国際的な知名度を獲得した。バックハンド・ストロークをフォアハンドと同じラケット面で打つ「逆さのバックハンド」（Upside-down backhand）を駆使し、グラウンド・ストロークの強打を武器にした。

## 来歴
1931年から全豪選手権に出場し始め、1933年に女子シングルス決勝でコラル・バッツワースを 6-4, 6-3 で破って初優勝。1934年には同大会で女子シングルス・女子ダブルス・混合ダブルスの3部門すべてで決勝に進出し、女子ダブルスを除く2部門で優勝した。女子シングルス決勝では、1922年の第1回全豪女子シングルス優勝者マーガレット・モールズワースと顔を合わせ、11年ぶりの優勝を狙ったモールズワースを 6-1, 6-4 で圧倒した。混合ダブルスでは、エドガー・ムーンと組んで初優勝している。1934年と1935年の2年間、自らの資金でヨーロッパに遠征。1934年全仏選手権では3回戦でケイ・スタマーズ（イギリス）に敗れたが、ウィンブルドン選手権でベスト4に進出する。初のウィンブルドン準決勝では、ヘレン・ジェイコブスに 2-6, 2-6 で敗れた。同年末の女子テニス世界ランキングで8位に入った。
1935年の全豪選手権に出場せず、2度目のヨーロッパ遠征とウィンブルドン選手権に活動を絞った。第8シードに選ばれると、準々決勝で前年優勝者のドロシー・ラウンドを 4-6, 6-4, 6-3 で破り、2年連続2度目の準決勝に進んだが、続く試合で第1シードのヘレン・ウィルス・ムーディに 3-6, 3-6 で敗れた。2年連続のウィンブルドン準決勝進出により「国際的な知名度を獲得した最初のオーストラリア女子選手」と呼ばれるようになった。1936年全豪選手権で、ナンシー・ウィンを決勝で破り、2年ぶり3度目の優勝を飾る。その後は1939年と1940年にベスト4進出があった。
第2次世界大戦の勃発により、全豪選手権は1941年から1945年まで開催が中止され、終戦後の1946年から再開された。終戦後の全豪選手権にも参加し、1946年にベスト8まで勝ち進んでいる。1947年にヒュー・バットハースト（Hugh Bathurst）と結婚した後も、ウィンブルドン選手権への意欲を失わず、1947年と1949年の2度参加した。1949年ウィンブルドン選手権の1回戦敗退を最後に、37歳で現役を引退する。長寿にも恵まれ、2000年8月31日に故郷のシドニーで88歳の生涯を終えた。

## 主な成績
- 全豪選手権　女子シングルス：3勝（1933年・1934年・1936年）／混合ダブルス：1勝（1934年）　［女子ダブルス準優勝3度：1933年・1934年・1940年］
- ウィンブルドン選手権　女子シングルス・ベスト4：1934年、1935年